# Charles Christiani
Pour les articles homonymes, voir Christiani.
Charles Christiani est un architecte et ingénieur alsacien né en 1744 et mort le 9 mars 1802, fils de Jean-Frédéric Christiani, avocat au Grand Sénat de Strasbourg. Il est nommé ingénieur en chef des chaussées royales en 1775 (sous Louis XVI).

## Œuvre
On lui doit le portail d'honneur des Haras de Strasbourg, l'église Saint-Michel de Reichshoffen (1772, classée monument historique en 1921) ainsi que la nef de l'église d'Itterswiller. Il a également construit la porte de Sélestat (1777), dite Obertor, qui constituait l'entrée ouest d'Erstein ; elle a été démontée une première fois en 1883 pour être transférée aux abattoirs de la ville, puis une deuxième fois, dans un contexte d'essor de l'automobile, et a été rebâtie à l'identique en 2006.